# Israel Post Company
Pour les articles homonymes, voir Israel Post.
Israel Post Company est une entreprise spécialisée dans la fourniture de services postaux et bancaires en Israël.
Israel Post est un monopole de l'État.

## Histoire
En décembre 2021, le gouvernement israélien annonce sa volonté de privatiser Israel Post avec une introduction en bourse de d'une participation de 40 % de son capital. En avril 2022, le gouvernement rajoute que la participation restante de 60 % vise à être vendu à une entreprise privée en 2023.